# Rob de Nijs

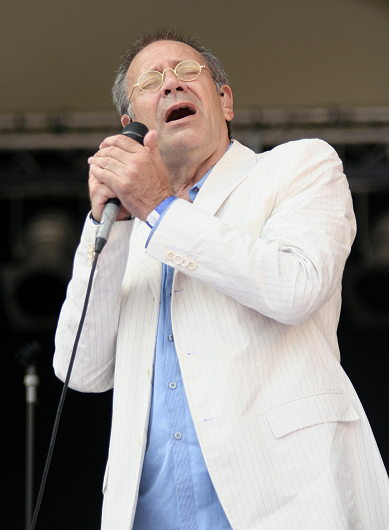
Rob de Nijs bei einem Auftritt 2008

Robert de Nijs (* 26. Dezember 1942 in Amsterdam; † 16. März 2025 in Bennekom) war ein niederländischer Sänger und Schauspieler. Er gehört zu den erfolgreichsten Popsängern in den Niederlanden und hatte seine größten Erfolge in den 1980er und 1990er Jahren.

## Biografie
Nachdem Rob de Nijs einen Talentwettbewerb gewonnen hatte, begann er zu Beginn der 1960er Jahre, anfangs noch mit seiner Begleitband The Lords (nicht zu verwechseln mit den deutschen The Lords), Singles aufzunehmen. Eine seiner ersten Veröffentlichungen war eine Coverversion von Rhythm of the Rain von den Cascades mit niederländischem Text. Ritme van de regen wurde sein erster Hit, er erreichte in den Top-100-Charts Platz 4 und verkaufte sich über 100.000 Mal. Das Rezept, auf Niederländisch zu covern, behielt er bei und noch im selben Jahr hatte er mit Stil verdriet – im Original Blue on Blue von Bobby Vinton – einen weiteren Hit. Der Erfolg ließ aber wieder nach, mit Anna Paulowna auf die Melodie von Guantanamera hatte er 1966 noch eine niedrigere Platzierung in den zwischenzeitlich etablierten Nederlandse Top 40.

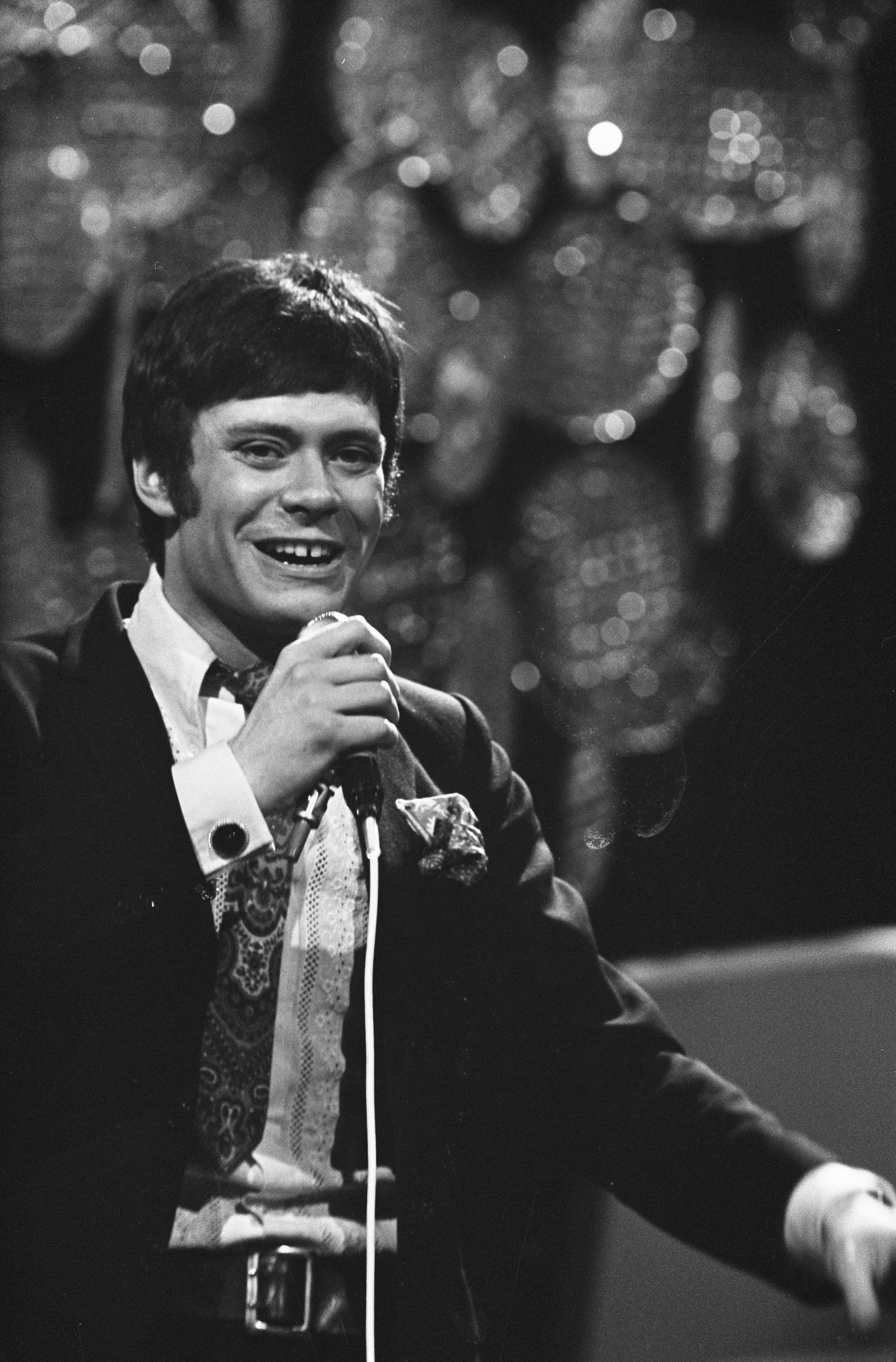
De Nijs beim Nationaal Songfestival 1969 in Scheveningen

Ende der 1960er Jahre übernahm er eine Rolle als Schauspieler in der beliebten Kinderserie Oebele. In der Serie Kunt u mij de weg naar Hamelen vertellen, meneer? spielte er in der ersten Hälfte der 1970er die Hauptrolle. Musikalisch versuchte er 1969 ein Comeback mit Zaterdagavondshow beim Nationaal Songfestival, dem niederländischen Vorentscheid für den Grand Prix d’Eurovision, er blieb aber ohne Punkte. Erst nach dem Ende der Beat-Ära kehrte er Mitte der 1970er wieder in die Charts zurück. Er setzte auf eigene Lieder geschrieben von Boudewijn de Groot und Lennaert Nijgh und wurde zumindest im Inland zu einem der erfolgreichsten Vertreter des Nederpop. Er nahm auch Lieder auf Deutsch auf, konnte sich im Nachbarland aber nicht durchsetzen. Dag zuster Ursula und Malle babbe waren zwei Top-10-Hits aus der Zeit. Umgekehrt hatte er mit der niederländischen Version eines deutschen Hits, Und es war Sommer von Peter Maffay, einen weiteren Hit in der Heimat. Im niederländischsprachigen Belgien erreichte Het werd zomer außerdem Platz 5. Mit dem zugehörigen Album Tussen zomer en winter kam er erstmals auch in die Top 10 der niederländischen Albumcharts.
In den 1980er Jahren gehört er zu den Künstlern mit dem beständigsten Erfolg in den Niederlanden und fast jedes Jahr veröffentlicht er ein Top-10-Album. Bereits 1980 erschien mit Met je ogen dicht das Album des Jahres mit 230.000 verkauften Exemplaren. Mit dem Song Alles wat ademt hatte er mit Platz 2 in der Heimat und Platz 4 in Flandern seinen bis dahin größten Hit. In der ersten Hälfte der 1990er Jahre ließ der Erfolg dann deutlich nach. Erst 1996, im 34. Jahr seiner Musikkarriere, hatte er noch einmal ein großes Comeback mit dem Album De band, de zanger en het meisje, das Platz 3 erreichte. Es enthielt seinen einzigen Nummer-eins-Hit Banger hart, der nicht nur in den Niederlanden, sondern auch in Belgien Spitzenreiter war.
1998 hatte De Nijs mit Zo zal het zijn seinen letzten Singlehit, aber bis in die 2020er Jahre hinein veröffentlichte er weiter Alben. Damit war er weiterhin erfolgreich und er erreichte noch eine Reihe von Top-10-Platzierungen. 2000 wurde er von Königin Beatrix zum Ritter ernannt. 2002 wurde er mit dem Edison für sein musikalisches Schaffen ausgezeichnet. Bis 2021 gab er Konzerte vor ausverkauftem Haus, dann wurde allerdings bekannt, dass er an Parkinson erkrankt war, und er musste sich zurückziehen. Rob de Nijs starb 2025 im Alter von 82 Jahren.

## Diskografie

### Alben
| Jahr | Titel                                                 | Höchstplatzierung, Gesamtwochen, AuszeichnungChartplatzierungen (Jahr, Titel, Platzierungen, Wochen, Auszeichnungen, Anmerkungen) | Höchstplatzierung, Gesamtwochen, AuszeichnungChartplatzierungen (Jahr, Titel, Platzierungen, Wochen, Auszeichnungen, Anmerkungen) | Anmerkungen                                              |
| Jahr | Titel                                                 | NL | BEF | Anmerkungen                                              |
| ---- | ----------------------------------------------------- | --- | --- | -------------------------------------------------------- |
| 1977 | Tussen zomer en winter                                | NL6 (14 Wo.)NL | — |                                                          |
| 1978 | Rob de Nijs                                           | NL30 (8 Wo.)NL | — |                                                          |
| 1980 | Met je ogen dicht                                     | NL2 Platin · (27 Wo.)NL | — | Erstveröffentlichung: 21. März 1980                      |
| 1981 | 20 jaar – 20 hits                                     | NL7 (18 Wo.)NL | — | Best-of-Album                                            |
| 1981 | De regen voorbij                                      | NL3 (20 Wo.)NL | — | Erstveröffentlichung: 18. September 1981                 |
| 1982 | Springlevend – jubileumconcert ’62                    | NL20 (5 Wo.)NL | — | Livealbum                                                |
| 1983 | Roman                                                 | NL8 Gold · (31 Wo.)NL | — | Erstveröffentlichung: 23. September 1983                 |
| 1985 | Pur sang                                              | NL4 (24 Wo.)NL | — | Erstveröffentlichung: 8. Februar 1985                    |
| 1986 | Rock and Romance                                      | NL30 (12 Wo.)NL | — | Erstveröffentlichung: 4. April 1986                      |
| 1986 | Vrije val                                             | NL5 (17 Wo.)NL | — | Erstveröffentlichung: 3. Oktober 1986                    |
| 1987 | Zilver                                                | NL13 (14 Wo.)NL | — | Erstveröffentlichung: 9. Oktober 1987                    |
| 1989 | De reiziger                                           | NL6 (23 Wo.)NL | — | Erstveröffentlichung: 21. April 1989                     |
| 1989 | Compleet 1                                            | NL33 Gold · (14 Wo.)NL | — | Kompilation                                              |
| 1990 | Compleet 2                                            | NL63 (8 Wo.)NL | — | Kompilation                                              |
| 1991 | Hartslag                                              | NL33 (11 Wo.)NL | — | Erstveröffentlichung: 14. Oktober 1991                   |
| 1992 | 30 jaar hits – Vallen en opstaan                      | NL3 Platin · (22 Wo.)NL | BEF47 a (1 Wo.)BEF | Erstveröffentlichung: 4. Septembe 1992 Best-of-Album     |
| 1993 | Levend en wel – 10 jaar concerten                     | NL77 (3 Wo.)NL | — | Live-Kompilation                                         |
| 1993 | Tussen jou en mij                                     | NL54 (12 Wo.)NL | — | Erstveröffentlichung: 12. November 1993                  |
| 1994 | Iets van een wonder                                   | NL16 Gold · (16 Wo.)NL | BEF33 (1 Wo.)BEF | Erstveröffentlichung: 11. November 1994                  |
| 1995 | Vallen en opstaan 2                                   | NL85 (3 Wo.)NL | — | Best-of-Album                                            |
| 1996 | De band, de zanger en het meisje                      | NL3 ×2Doppelplatin · (49 Wo.)NL                                                                                                   | BEF4 Gold · (45 Wo.)BEF | Erstveröffentlichung: 26. April 1996                     |
| 1997 | Over leven                                            | NL60 Gold · (5 Wo.)NL | BEF10 Gold · (28 Wo.)BEF | Erstveröffentlichung: 21. November 1997                  |
| 1997 | Over leven & dansen                                   | NL20 (7 Wo.)NL | — |                                                          |
| 1999 | Ballades                                              | NL2 Gold · (20 Wo.)NL | — |                                                          |
| 1999 | Tijdloos                                              | NL26 (8 Wo.)NL | BEF44 (1 Wo.)BEF |                                                          |
| 2000 | Verzameld – Zijn grootste successen                   | — | BEF4 Gold · (25 Wo.)BEF | Erstveröffentlichung: 27. Oktober 2000 Best-of-Album     |
| 2001 | Engelen uitgezonderd                                  | NL32 (13 Wo.)NL | BEF24 (4 Wo.)BEF | Erstveröffentlichung: 26. Oktober 2001                   |
| 2002 | 40 jaar hits – Het allerbeste van Rob de Nijs         | NL11 Gold · (26 Wo.)NL | BEF7 Gold · (15 Wo.)BEF | Erstveröffentlichung: 25. Oktober 2002 Best-of-Album     |
| 2004 | Vanaf vandaag                                         | NL16 Gold · (19 Wo.)NL | BEF21 (11 Wo.)BEF | Erstveröffentlichung: 29. November 2004                  |
| 2005 | Licht                                                 | NL20 (5 Wo.)NL | BEF36 (6 Wo.)BEF | Erstveröffentlichung: 25. November 2005                  |
| 2007 | Rob 100                                               | NL17 (10 Wo.)NL | BEF70 (6 Wo.)BEF | Kompilation in Belgien erst 2012 in den Charts           |
| 2008 | Chansons                                              | NL6 (16 Wo.)NL | BEF27 (18 Wo.)BEF | Erstveröffentlichung: 14. März 2008                      |
| 2010 | Eindelijk vrij                                        | NL6 Gold · (11 Wo.)NL | BEF34 (6 Wo.)BEF | Erstveröffentlichung: 15. Oktober 2010                   |
| 2011 | Nestor – Het beste van: Live Recordings               | NL55 (8 Wo.)NL | BEF51 (9 Wo.)BEF | Erstveröffentlichung: 25. November 2011 Live-Kompilation |
| 2013 | Rob – Mijn favoriete liedjes                          | NL26 (6 Wo.)NL | BEF193 (1 Wo.)BEF | Erstveröffentlichung: 22. März 2013 Kompilation          |
| 2014 | Nieuwe ruimte                                         | NL4 (12 Wo.)NL | BEF40 (16 Wo.)BEF | Erstveröffentlichung: 13. Oktober 2014                   |
| 2017 | Niet voor het laatst                                  | NL10 (9 Wo.)NL | BEF14 (18 Wo.)BEF | Erstveröffentlichung: 27. Oktober 2017                   |
| 2018 | The Golden Years of Dutch Pop Music                   | NL83 (1 Wo.)NL | — | Erstveröffentlichung: 16. November 2018 Kompilation      |
| 2020 | ’t is mooi geweest                                    | NL2 Gold · (16 Wo.)NL | BEF6 (25 Wo.)BEF | Erstveröffentlichung: 6. November 2020                   |
| 2021 | Het beste van Rob de Nijs                             | NL22 (4 Wo.)NL | BEF16 (19 Wo.)BEF | Erstveröffentlichung: 19. November 2021 Best-of-Album    |
| 2022 | Tegen beter weten in                                  | NL20 (1 Wo.)NL | BEF7 (5 Wo.)BEF |                                                          |
| 2025 | Malle Babbe - Zijn muziek • Zijn hits • Zijn carrière | NL21 (… Wo.)NL | BEF13 (… Wo.)BEF | Erstveröffentlichung: 25. April 2025                     |

grau schraffiert: keine Chartdaten aus diesem Jahr verfügbar

### Lieder
| Jahr | Titel Album                                        | Höchstplatzierung, Gesamtwochen, AuszeichnungChartplatzierungen (Jahr, Titel, Album, Platzierungen, Wochen, Auszeichnungen, Anmerkungen) | Höchstplatzierung, Gesamtwochen, AuszeichnungChartplatzierungen (Jahr, Titel, Album, Platzierungen, Wochen, Auszeichnungen, Anmerkungen) | Anmerkungen                                                                                    |
| Jahr | Titel Album                                        | NL | BEF | Anmerkungen                                                                                    |
| ---- | -------------------------------------------------- | --- | --- | ---------------------------------------------------------------------------------------------- |
| 1966 | Anna Paulowna –                                    | NL35 (4 Wo.)NL | — | Original: Guantanamera                                                                         |
| 1973 | Jan Klaasen de trompetter In de uren van de middag | NL30 (4 Wo.)NL | — | Erstveröffentlichung: Mai 1973                                                                 |
| 1973 | Dag zuster Ursula In de uren van de middag         | NL3 (12 Wo.)NL | BEF21 (6 Wo.)BEF | Erstveröffentlichung: August 1973                                                              |
| 1974 | Mirella –                                          | NL26 (6 Wo.)NL | — | Erstveröffentlichung: Juli 1974                                                                |
| 1974 | Malle babbe In de uren van de middag               | NL8 (8 Wo.)NL | — | Erstveröffentlichung: Dezember 1974                                                            |
| 1976 | Zet een kaars voor je raam –                       | NL13 (6 Wo.)NL | — | Erstveröffentlichung: Februar 1976 Original: Can I Get There by Candlelight (David McWilliams) |
| 1977 | Het werd zomer Tussen zomer en winter              | NL10 (8 Wo.)NL | BEF5 (11 Wo.)BEF | Erstveröffentlichung: Juni 1977 Original: Und es war Sommer (Peter Maffay)                     |
| 1980 | Zondag Met je ogen dicht                           | NL25 (5 Wo.)NL | BEF18 (2 Wo.)BEF | Erstveröffentlichung: Januar 1980                                                              |
| 1980 | Zonder jou (Dream Away) De regen voorbij           | NL35 (3 Wo.)NL | BEF39 (2 Wo.)BEF | Erstveröffentlichung: Dezember 1980                                                            |
| 1981 | Dat is alles De regen voorbij                      | NL25 (5 Wo.)NL | BEF31 (1 Wo.)BEF | Erstveröffentlichung: September 1981                                                           |
| 1981 | Hou me vast (want ik val) De regen voorbij         | — | BEF25 (6 Wo.)BEF | Erstveröffentlichung: November 1981                                                            |
| 1983 | Bo Roman                                           | — | BEF19 (5 Wo.)BEF | Erstveröffentlichung: Dezember 1983                                                            |
| 1985 | Alles wat ademt Pur sang                           | NL2 (11 Wo.)NL | BEF4 (10 Wo.)BEF | Erstveröffentlichung: November 1985                                                            |
| 1986 | Ontmoeting Vrije val                               | NL27 (4 Wo.)NL | — | Erstveröffentlichung: Oktober 1986                                                             |
| 1989 | Duet (Ik hou alleen van jou) De reiziger           | NL24 (5 Wo.)NL | BEF35 (2 Wo.)BEF | Erstveröffentlichung: April 1989 mit Martine                                                   |
| 1994 | Iets van een wonder                                | NL33 (3 Wo.)NL | BEF35 (7 Wo.)BEF | Original: Sacrifice (Elton John) B-Seite: Natte kerst                                          |
| 1995 | On My Own –                                        | — | BEF50 (1 Wo.)BEF | mit Demis Roussos                                                                              |
| 1996 | Banger hart De band, de zanger en het meisje       | NL1 Gold · (26 Wo.)NL | BEF1 Gold · (30 Wo.)BEF | Erstveröffentlichung: 12. Juli 1996                                                            |
| 1996 | Lucinde De band, de zanger en het meisje           | — | BEF39 (6 Wo.)BEF | Erstveröffentlichung: 22. November 1996                                                        |
| 1998 | Geloof me Overleven                                | — | BEF45 (2 Wo.)BEF |                                                                                                |
| 1998 | Zo zal het zijn Overleven                          | NL23 (10 Wo.)NL | — |                                                                                                |

Weitere Lieder
- Ritme van de regen (mit den Lords, 1963; Original: Rhythm of the Rain von den Cascades)
- Stil verdriet (mit den Lords, 1963; Original: Blue on Blue von Bobby Vinton)
- Ik wil je (1982)
- ’n Beetje meer (1984)
- Johnny soldaat (1985)
- Land van Maas en Waal (1988)
- Huis in de zon (1991)
- Arme ziel (2005)